# Reader W. Clarke

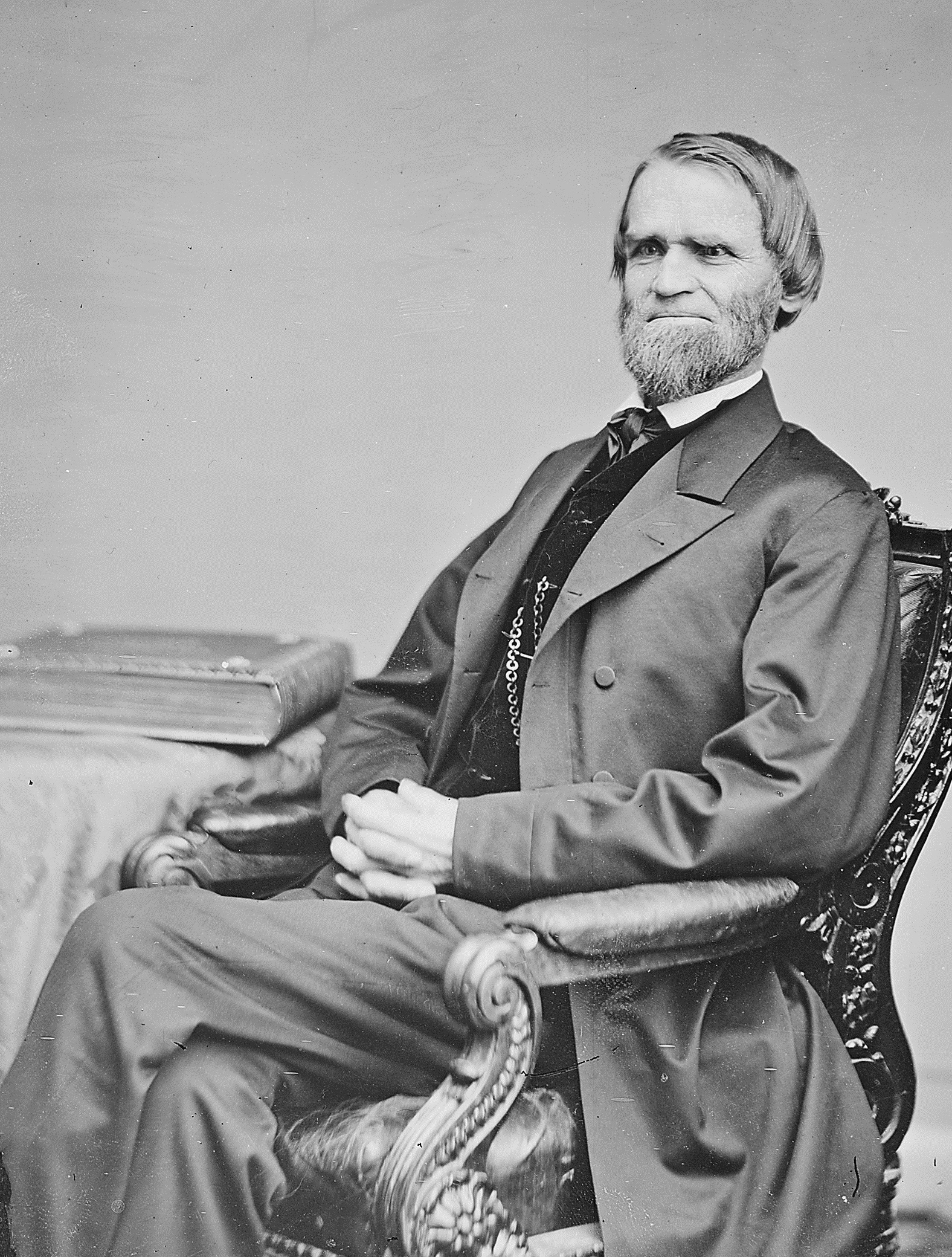
Reader W. Clarke

Reader Wright Clarke (* 18. Mai 1812 in Bethel, Clermont County, Ohio; † 23. Mai 1872 in Batavia, Ohio) war ein US-amerikanischer Politiker. Zwischen 1865 und 1869 vertrat er den Bundesstaat Ohio im US-Repräsentantenhaus.

## Werdegang
Reader Clarke absolvierte eine Lehre im Druckerhandwerk. Nach einem anschließenden Jurastudium und seiner 1836 erfolgten Zulassung als Rechtsanwalt begann er in Batavia in diesem Beruf zu arbeiten. Politisch schloss er sich damals der Whig Party an. Für einige Jahre war er Herausgeber einer Parteizeitung in Shawneetown (Illinois). Zwischen 1840 und 1842 saß er als Abgeordneter im Repräsentantenhaus von Ohio. Bei den Präsidentschaftswahlen des Jahres 1844 war er einer der Wahlmänner für die Whigs. Von 1846 bis 1852 arbeitete er für die Gerichtsverwaltung im Clermont County. Nach der Auflösung der Whigs schloss er sich der 1854 gegründeten Republikanischen Partei an.
Bei den Kongresswahlen des Jahres 1864 wurde Clarke im sechsten Wahlbezirk von Ohio in das US-Repräsentantenhaus in Washington, D.C. gewählt, wo er am 4. März 1865 die Nachfolge von Chilton A. White antrat. Nach einer Wiederwahl konnte er bis zum 3. März 1869 zwei Legislaturperioden im Kongress absolvieren. In dieser Zeit endete der Bürgerkrieg. Seit 1865 war die Arbeit des Kongresses von den Spannungen zwischen den Republikanern und Präsident Andrew Johnson überschattet, die in einem nur knapp gescheiterten Amtsenthebungsverfahren gipfelten. In den Jahren 1865 und 1868 wurden der 13. und der 14. Verfassungszusatz ratifiziert.
Zwischen März 1869 und März 1870 arbeitete Reader Clarke für die Revision im Finanzministerium (Third Auditor of the Treasury). Danach war er für die Steuerbehörde in Ohio tätig. Er starb am 23. Mai 1872 in Batavia, wo er auch beigesetzt wurde.